# Cornelius Becker

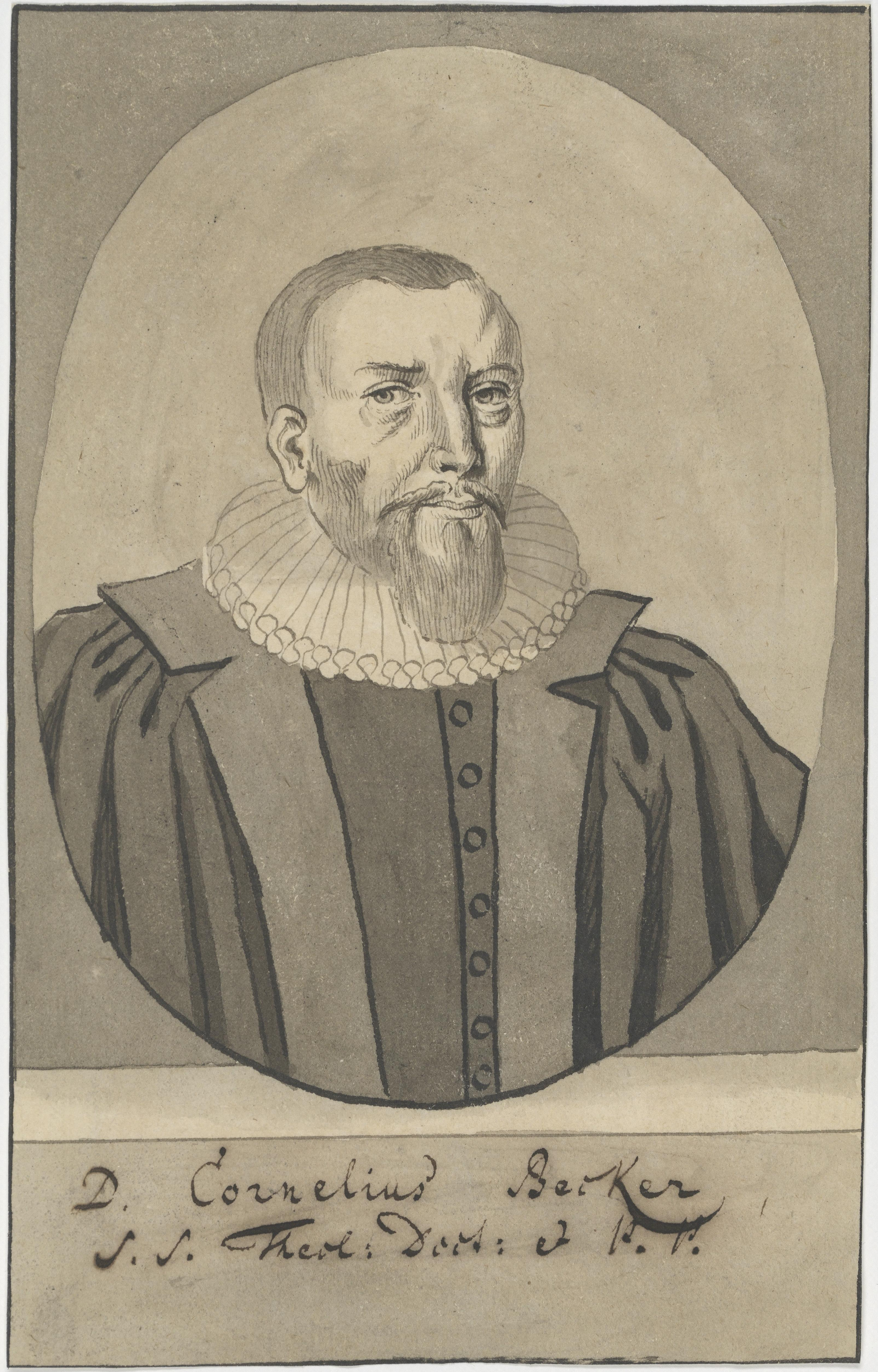
Cornelius Becker

Cornelius Becker (* 24. Oktober 1561 in Leipzig; † 25. Mai 1604 ebenda) war ein deutscher lutherischer Theologe und Kirchenlieddichter.

## Leben

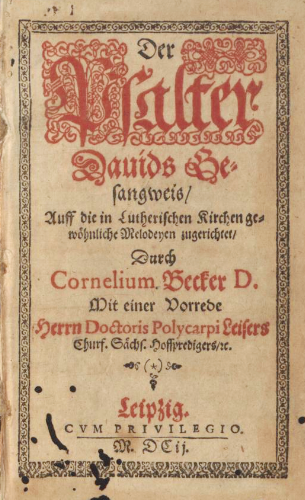
Titelblatt des Psalter Davids Gesangweis, Leipzig 1602

Cornelius Becker wurde als Sohn eines Kaufmanns am 24. Oktober 1561 in Leipzig geboren. Er besuchte die Thomasschule und studierte ab 1573 an der Universität Leipzig. Das Studium beendete er 1580 und wurde Baccalaureus artium. Die Universität ernannte ihn 1584 zum Magister artium. 1588 wirkte er ein halbes Jahr lang in Rochlitz als Archidiakon, wurde ordiniert und auch Lehrer der Thomasschule. 1592 wurde er Diakon an der Nikolaikirche und 1594 zum Pfarrer befördert, nachdem er in diesem Jahr auch Baccalaureus der Theologie geworden war. 1597 verlieh ihm die Universität den Grad eines Lizentiaten der Theologie aufgrund seiner Schrift Positiones de autoritate ecclesiae in scripturis interpretandis et dijudicandis de religione controversiis. 1599 promovierte sie ihn mit seiner Dissertation Quaestio de Sacra domini coena, Continens statum controuersiae inter Ecclesias Augustanam Confessionem amplectentes & Calvinianos zum Doktor der Theologie. Seit diesem Jahr war er außerordentlicher Professor an der Universität unter Beibehaltung seines Pfarramtes. 1601 wurde er zum ordentlichen Professor befördert. Nachdem er 1602 auch Dekan gewesen war, gab er im Folgejahr die Professur ab.
Becker war ein strikter lutherischer Theologe und setzte sich polemisch gegen den Kryptocalvinismus ein. Deshalb wurde er aber im Juni 1601 seines Amtes enthoben. Bereits ein halbes Jahr später, im November, wurde er wieder in sein Amt eingesetzt, weil man ihn für unschuldig befand.

### Der „Becker-Psalter“
Mit seiner Suspendierung hatte Becker mit der Übertragung der Psalmen in deutsche Gesänge begonnen, die er bald danach vollendete. Sie löste schließlich die von Ambrosius Lobwasser ab. Die Psalmen folgten lutherischen Melodien, wobei 43 Tonsätze von Sethus Calvisius stammten. Valentin Cremcovicus übersetzte diese Dichtungen ins Lateinische, und Heinrich Grimm schuf vierstimmige Tonsätze. Auch Heinrich Schütz veröffentlichte 1628 92 Tonsätze. Johann Georg IV. schließlich führte die Psalmvertonungen am Hof und in Schulen und Kirchen von Kursachsen ein.
Becker dichtete auch weitere Kirchenlieder, die teils in Gesangbücher eingingen.

## Familie
1589 ehelichte Becker Dorothea Stockmann, die ihm vier Kinder auf die Welt brachte. Nachdem sie 1603 verstorben war, heiratete er im nächsten Jahr Martha Schreiner.

## Werke
- Der Psalter Davids gesangweis (Leipzig 1602; über 25 Auflagen bis 1712),
darin die Gesangbuchlieder
  - Mit meinem Gott geh ich zur Ruh, Strophe 1 (Psalm 4; EG 474)
  - Der Herr ist mein getreuer Hirt, dem ich mich ganz vertraue (Psalm 23; EG Rheinland-Westfalen-Lippe 612)
  - Ich will, solang ich lebe (Psalm 34; EG 276)
  - Nun jauchzt dem Herren, alle Welt (Psalm 100; EG 288, GL 144; bearbeitet von David Denicke)
  - Wohl denen, die da wandeln (Psalm 119; EG 295, GL 543)
  - Ich heb mein Augen sehnlich auf (Psalm 121; EG 296)
- Christliche Leichpredikt bey dem Begraebnis des […] Herrn Adam Tulsner, des Raths und Stadt-Richters zu Leipzig […] 22. Februar 1603 (Leipzig 1603)
- Lasset die Kindlein kommen zu mir, spricht Gottes Sohn (Lied zum Kinderbegräbnis, 1604)